# Acmariu, Alba
Acmariu (în maghiară Akmar, în germană Meergrub) este un sat în comuna Blandiana din județul Alba, Transilvania, România. La recensământul din 2002 avea o populație de 444 locuitori.

## Lăcașuri de cult
- Biserica de lemn „Sfântul Nicolae”, construită aici în 1768, a fost ulterior strămutată la Schitul din Alba Iulia.

## Obiectiv memorial
Monumentul Eroilor Români din Primul și Al Doilea Război Mondial. Monumentul este de tipul Cruce comemorativă și se află amplasat la intrarea în satul Acmariu. Aceasta a fost dezvelită în 1946 pentru cinstirea memoriei Eroilor Români căzuți în cele Două Războaie Mondiale. Crucea are o înălțime de 1,5 m și este realizată din gresie cioplită, iar împrejmuirea este făcută cu un grilaj din fier forjat. Pe fațada monumentului sunt înscriși anii desfășurării celor Două Războaie Mondiale, precum și numele eroilor jertfiți.